# ハンチントン病
ハンチントン病（ハンチントンびょう、英: Huntington's disease）は、大脳中心部にある線条体尾状核の神経細胞が変性・脱落することにより進行性の不随意運動（舞踏様運動、chorea（ギリシャ語で踊りの意））、認知力低下、情動障害等の症状が現れる常染色体優性遺伝病。日本では特定疾患に認定された指定難病である。

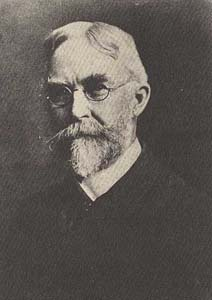
ジョージ・ハンチントン

1872年に米国ロングアイランドの医師ジョージ・ハンチントン（George Huntington）によって報告され、かつて「ハンチントン舞踏病」(Huntington's Chorea)と呼ばれていたが、1980年代から欧米では「ハンチントン病」(Huntington's Disease)と呼ばれるようになった。日本でも2001年から「ハンチントン病」の名称を用いている。
治療法はなく、末期ステージには終日介護が必要となる。薬物療法、非薬物療法はいくつかの症状を緩和させることができるが、そのQOL向上は限られている。西ヨーロッパ系人に多く、アジア、アフリカ系では少ない。有病率に男女差はない。

## 臨床像
| 易刺激性   | 38–73% |
| アパシー   | 34–76% |
| 不安       | 34–61% |
| 抑うつ     | 33–69% |
| 強迫性     | 10–52% |
| サイコシス | 3–11%  |

35-44歳において発病することが最も多いが、しかし幼年期から老年期まですべての年代で発病し得る。
報告されている神経的症状は、認知症、不安、抑うつ、情動鈍麻、自己中心性、攻撃性、強迫性症状、後期には依存症の発生や悪化（アルコール依存、ギャンブル依存、性欲亢進など）などがある。

## 原因

ハンチントン病は優性遺伝とされる

原因遺伝子として、常染色体第4染色体短腕上にあるhuntingtin遺伝子が同定されている。huntingtin遺伝子の第1エクソンには、CAG（グルタミンをコードするシトシン・アデニン・グアニン）の繰り返し配列が存在する。これは非病原性の場合では11〜34コピーの反復であるが、病原性遺伝子では37〜876コピーにもなる。繰り返し配列は系代する際に伸長し、特に父方の患者から受け継ぐときには原因不明の機構により大きく増加する。ポリグルタミン病である。

## 病態
huntingtin遺伝子は3145アミノ酸残基のハンチンチン（Huntingtin）タンパク質をコードする。このタンパク質は様々な組織で発現し全長タンパク質は主に細胞質に存在する。他のタンパク質とはとくに明確なアミノ酸配列類似性は無いが、ある種の神経栄養因子の発現量上昇に、転写抑制因子の抑制を通して機能しているという報告がなされている。このことから神経栄養因子の量を増加させる何らかの手法が治療法になる可能性もあるかもしれないが、単純な機能喪失変異ではなく優性に作用することからそうではない可能性も高い。
CAG の繰り返しが増加した遺伝子からはアミノ末端のグルタミンの連続が長くなったタンパク質が作られ、このような Huntingtinタンパク質はより凝集を起こしやすくなっている。また長いポリグルタミンは他のタンパク質との相互作用に影響すること、Huntingtinタンパク質自身の切断を促進することなどが報告された。切断されたタンパク質は核に多く存在し、このことが細胞に対する毒性を発揮するさいに必要と考えられている。神経変性を引き起こす詳細な機構はいまだはっきりとはしないが、患者の脳でのミトコンドリアの呼吸鎖の異常やミトコンドリアDNAの欠失率の上昇、アポトーシス機構の関連、転写制御との関連などが指摘されている。
平均的に女児に多い。
GABA含有ニューロンが脱落している場合が多い。

### アフリカーナーとハンチントン病
南アフリカの「アフリカーナー」と呼ばれる250万人程の集団のうち、100万人は20種類の姓に限られており、これらは20家族の子孫と考えられる。この20家族のうちにハンチントン病の患者が居たために、アフリカーナーの集団にそれが好発することは、遺伝の専門家の間では有名である。本来ならば10万人に1人が見つかるレベルの病気であるが、高い頻度で見つかる。

## 治療
遺伝性疾患の為に、根本的な治療法や進行を防止する治療法は現在のところ確立されていない。
ハンチントン病はHuntingtinと呼ばれる特定タンパク質の変異によって起こる病であるが、その病変部位を染色するために使われる色素のコンゴーレッドに変異したタンパク質の凝集を遅らせる効果があることが報告され、神経障害の軽減や病状の進行を遅らせることが出来る可能性が示唆されている。
他に胆汁から抽出した物質が持つ神経機能防護作用の利用や胎児の脳細胞を移植する治療法が提案されている。
繰り返し配列の異常伸長を短縮する核酸標的低分子が発見され、根治が可能になるかも知れないと期待されている。
核酸標的低分子はCAGが作り出すDNAの一般的な二重らせん構造とは異なるslipped strand構造に特異的に結合することでこれを取り除く。
同じく塩基繰り返し配列の異常伸長が原因となる病気に脊髄小脳失調症や筋強直性ジストロフィーがあり、これらの治療法にも役立つ可能性が有る。
対症療法としては、小胞モノアミントランスポーター2 阻害剤が応用されている。最初に開発されたのはテトラベナジンであり、日本では2013年2月22日にアルフレッサファームから「コレアジン錠12.5mg」として薬価収載された。さらに、テトラベナジンの水素を重水素に置換して体内での分解を遅らせたデューテトラベナジンも開発され、アメリカで認可されている。2024年8月18日アメリカで3剤目としてバルベナジンが承認された。

## 疫学
有病率は、人種により異なるが白人での発生率は5-10/100,000であり、アジア人、アフリカ人では白人の100分の1である。
原因となる変異をもつ場合には、高い確率で30〜40歳代に発症し、10〜20年かけて進行する。発症から10～15年程度までに死亡する事が多い。世代を経るごとにその発症年齢が早くなること、父親から原因遺伝子を受け継いだときにそれが顕著になる現象も知られている。